# 周继红
周继红（1965年1月11日—），女，湖北武汉人，中国跳水运动员、教练员，中国第二个跳水世界冠军，曾任国家体育总局游泳运动管理中心主任、中国游泳协会主席、中国国家跳水队领队。

## 生平
周繼紅原本练习体操，1977年进入湖北省跳水队，开始接受跳水专业训练，1981年夺得全国冠军，次年进入中国国家跳水队，并在厄瓜多尔瓜亚基尔举行的世界游泳锦标赛中获得跳台铜牌。1984年，因为原定参加奥运会的女子跳台选手吕伟受伤，周继红幸运地获得了1984年洛杉矶奥运会的参赛权，并力压队友陈肖霞等人，以435.51分的总分夺得金牌。同年，被《游泳世界》杂志评为女子跳台跳水年度最佳运动员。
1986年，周繼紅退役，进入北京大学学习英语，1990年毕业后担任中国国家跳水队教练，2000年出任领队至今，先后率队在2000年、2004年、2012年奥运会上分别拿到5枚、6枚、6枚金牌，更在2008年和2016年奥运会上分别斩获7枚金牌，中国国家跳水队也由此被誉为“梦之队”。周繼紅执教期间以纪律严明而著称，曾于2005年亲自开除因多次参与商业活动并擅自签约经纪公司的田亮。尽管事件引发热议，但周继红认为开除田亮旨在加强内部管理，维持风气。
2017年11月，周继红出任中国游泳协会主席。2021年6月，周继红当选国际泳联副主席，成为国际泳联历史上第一位女性副主席。2021年7月，她继续以中国国家跳水队领队的身份，率队参加东京奥运会，并获得7枚金牌。2023年10月31日，周继红被任命为国家体育总局游泳运动管理中心主任。
2025年3月26日，被免去领导职务，退休。4月，连任中国游泳协会、中国跳水协会主席。6月20日，获任为中国国家跳水队总教练，承担洛杉矶奥运会周期国家跳水队备战、训练、参赛工作，聘期至2028年8月。

## 奖项和荣誉
周繼紅曾榮獲湖北省特等勞動模範，全國新長征突擊手，全國“三八”紅旗手稱號，獲得全國“五一”勞動勳章，中國人民解放軍一等軍功獎章，三次體育運動榮譽獎章，被評為2000年中央國家機關十大傑出青年、2001年中國十大傑出青年。

## 家庭
1993年與羽毛球運動員田秉毅結婚，育有1名兒子田宇。

## 争议

### 内定金牌风波
2009年10月，熊倪的启蒙教练披露全运会跳水比赛金牌已内定，他曾在赛前准确预测出4枚金牌的归属，并指出是周继红决定了金牌的归属。但周继红否认的这一说法，认为预测金牌是正常现象。国家体育总局也驳斥了这种说法。
前半生国家功臣，后半生人民公敌。

## 綜藝節目
- 中国星跳跃 总顾问/评委

## 外部連結
- 周继红在国际奥林匹克委员会的资料